# Crenulaspidiotus cyrtus
Crenulaspidiotus cyrtus är en insektsart som beskrevs av Miller och Davidson 1981. Crenulaspidiotus cyrtus ingår i släktet Crenulaspidiotus och familjen pansarsköldlöss.
Artens utbredningsområde är Taiwan. Inga underarter finns listade i Catalogue of Life.